# 438省道 (安徽省)
安徽省道438，全稱烏江—香泉公路，簡稱烏香路，起於烏江，經張家集，終於香泉。原爲 滁蕪路香泉至烏江段雙向二車道二級公路。